# Ali Steinlein
Ali Steinlein (født 24. november 1995) er en dansk fodboldspiller, der senest har spillet for Queens Park Rangers´ U23 hold.

## Karriere
Steinlein startede sin karriere i ungdomsafdelingen i Brøndbyernes IF. Da han var 15 år, skiftede han til AC Horsens fodbold akademi.
Ali Steinlein fik sin senior debut i 2. divisionen i klubben HIK, hvorefter han i August 2016 skiftede til den engelske Championsship klub Queens Park Rangers, hvor han spillede for deres U23 premier league hold.